# Joaquim Machado de Araújo
Joaquim Machado de Araújo (Luziânia, 12 de maio de 1894 — 15 de janeiro de 1976) foi um advogado e político brasileiro.
Foi governador de Goiás, de 22 de outubro a 5 de dezembro de 1946 e de 19 de dezembro de 1946 a 22 de março de 1947.